# أوفري أراد
أوفري أراد (بالعبرية: עופרי ארד‏) هو لاعب كرة قدم إسرائيلي في مركز قلب الدفاع، ولد في 11 سبتمبر 1998 في HaHotrim ‏ في إسرائيل. شارك مع منتخب إسرائيل لكرة القدم. أما مع النوادي، فقد لعب مع مكابي حيفا.

## وصلات خارجية
- أوفري أراد على موقع الاتحاد الأوربي (الإنجليزية)
- أوفري أراد على موقع قاعدة بيانات كرة القدم.إي يو (الإنجليزية)
- أوفري أراد على موقع ناشيونال فوتبول تيمز (الإنجليزية)
- أوفري أراد على موقع Soccerway.com (الإنجليزية)
- أوفري أراد على موقع عالم كرة القدم.نت (الإنجليزية)